# Сантерколе, Джино
Джино Сантерколе (итал. Gino Santercole; 21 ноября 1940, Милан — 8 июня 2018, Рим) — итальянский певец, композитор, гитарист и актёр. Племянник киноактёра и певца Адриано Челентано.

## Биография
Родился 21 ноября 1940 года в Милане, Италия. Был участником рок-группы «I Ribelli». Является племянником известного певца Адриано Челентано, хотя разница в возрасте составляет всего два года. Сантерколе написал много известных хитов итальянской музыки, таких как: «Una Carezza в ООН Pugno», «La tana del re», «Il forestiero» «Svalutation». Выдавал и записывал свои пластинки преимущественно в студии «Clan Celentano» и был одним из создателей этой студии звукозаписи.
Как актёр снялся в фильмах «Ты целуешь, я целую» (Io bacio tu baci…), «Ребята и игровой автомат» (Ragazzi del juke box), «Какой-то странный тип» (Uno strano tipo), «Красные розы для фюрера» (Rose rosse per il führer) и др.

## Семья
Жена — Анна Мария Мори, сестра Клаудио Мори.